# Onoghours

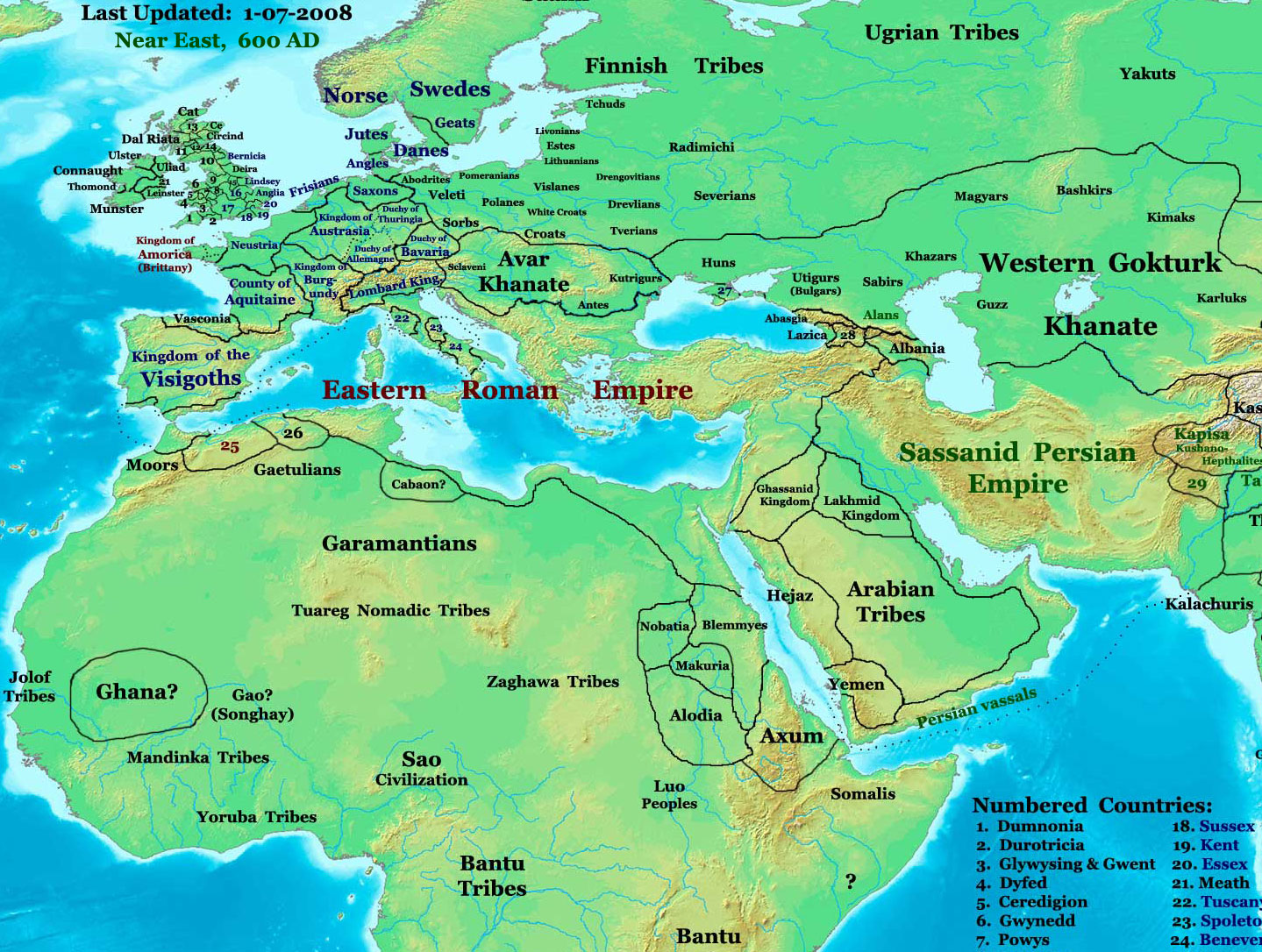
En l'an 600, les Onoghours (« Outigoures » ou « Bulgars ») se trouvaient au nord de la mer Noire, d'où ils se sont divisés en deux groupes, Koutrighours à l'Ouest, Outighours à l'Est. Se mêlant d'éléments iraniens, ces derniers sont à l'origine des Proto-Bulgares qui se divisèrent à leur tour en trois groupes, dont l'un remonta vers la moyenne-Volga, et un autre se dirigea vers le bas-Danube.

Onoghour (Onogour ou Oghour) désigne, en français, les peuples On-Oğuz ("Dix-tribus" en français), comprenant entre-autres les Saraghours, les Koutrighours et les Outighours, et apparaissant dans l'histoire dans ce qui est actuellement la Russie méridionale et l'Ukraine. Le terme est à l'origine des dénominations Bulgarii et Hungarii, d'où viennent les mots « Bulgare » et « Hongrois ». Les Onoghours parlaient initialement des langues turciques, mais se sont mêlés d'éléments iraniens tardifs (Alains, Roxolans) et d'éléments ougriens (Hongrois).

## Apparition
Les Onoghours apparaissent dans l'Est de l'Europe au cours du dernier tiers du Ve siècle, après la dissolution de l'empire des Huns. Selon le rhéteur byzantin Priscos, des messagers des Sharaghours, des Oghours et des Onoghours se présentèrent en 463, une dizaine d'années après la mort d'Attila, devant l'empereur d'Orient, Léon Ier le Grand. Priscos est d'avis que ces peuples avaient été chassés de leurs territoires d'origine par d'autres populations. Les peuples mentionnés par Priscos se sont établis dans la région de la Volga, ainsi qu'au nord du Caucase et de la mer Noire. Les Oghours sont passés à partir du VIe siècle sous l'influence des Avars et des Khazars ; les Sharaghours disparaissent bientôt des sources, mais les Onoghours sont souvent cités par les chroniqueurs des siècles suivants.

## Histoire
L'histoire des peuples onoghours et de leurs relations avec les peuples voisins est complexe, donnant parfois matière à des controverses historiques et ethnologiques. Toutefois, il semble acquis qu'après la mort en 453 d'Attila roi des Huns, trois groupes principaux de peuples, fédérés ou du moins fortement mélangés, ont joué un rôle de premier plan. 
Au VIe siècle, les Koutrighours (Koutrigoures ou Koutourghours) et les Outighours (Outigoures ou Outourghours) se font plusieurs guerres fratricides dans les steppes au nord de la mer Noire, avant d'être dominés en partie par les Khazars, en partie par les Avars. Les Onoghours ont joué un rôle important au VIIe siècle dans l'empire créé au nord de la mer Noire par un khan de la maison (ou clan) des Doulo, nommé Koubrat. Son empire, qui comprenait les actuelles Roumanie, Moldavie et Ukraine, est appelé Palaia Megalê Boulgaria ou "Ancienne Grande Bulgarie" dans les chroniques byzantines.
À partir de là, émergent dans l'histoire trois groupes qualifiés par les chroniques d'« Onoghours » : les Proto-Bulgares, les Khazars et les Hongrois. Avant de se mêler aux Slaves et d'adopter leur langue, le premier avait une composante iranienne, mais l'élément turc était dominant ; le deuxième était d'origine clairement turque, mais converti au judaïsme ; le troisième était d'origine finno-ougrienne, mais mêlé d'influences turques : leurs identités sont plurielles et il semble que tous ont été des confédérations de peuples des steppes d'origine diverse.
On a supposé que les Proto-Bulgares sont des éléments d'un groupe de Huns refluant vers l'Est, qui se seraient mélangés à divers peuples venus auparavant d'Asie. Eux-mêmes, ou leur clan dominant, les Doulo (Djula, nom proche du hongrois Gyula signifiant « chef »), se réclamaient d'un fils d'Attila nommé Irnik, dont ils conservaient la mémoire au VIIIe siècle, alors qu'ils avaient perdu celle d'Attila lui-même. Cependant, leurs particularités linguistiques, qui sont encore maintenant celles de leurs héritiers sur la moyenne Volga en Russie (les Tchouvaches), soulignent qu'une rupture avec le rameau turc commun s'était produite.
On mentionne les Proto-Bulgares pour la première fois en 480 dans la zone comprise entre la mer Caspienne et le Danube, en tant qu'alliés du Byzantin Zénon contre les Goths, auxiliaires des Avars qui avançaient vers la mer Noire en soumettant les peuples vivant au nord de cette mer. Les Proto-Bulgares sont alors conduits par des chefs (« gouverneurs ») dont le plus connu est Gostun, qui occupait le pouvoir pendant un laps de temps assez long, sans que l'on sache exactement de quand à quand. C'est son neveu Koubrat, cité plus haut, qui fonda la Palaia Megalê Boulgaria des chroniques byzantines, ou « Onoghourie », vers 585. Entre 630 et 635, Koubrat menait des luttes contre les Avars pour se débarrasser de leur tutelle et, en 635, finit par unir les Avars et les Proto-Bulgares ; après les luttes, cette union fut peut-être facilitée par le fait que Koubrat était proto-bulgare par sa mère et avar par son père. Dès lors, Koubrat prit le titre de khan, créant ainsi un puissant khaganat allant des Carpates au Don. Dans sa jeunesse, Koubrat avait été retenu comme otage à la cour de Byzance et ainsi il avait pu assimiler une bonne part de la culture byzantine ; il fut baptisé en 619 et il est mort en 642 (et non en 665, comme on le prétend parfois).
Après sa mort, la Grande Bulgarie fut divisée entre ses cinq fils demeurés païens. Cette division permettait aux Khazars, qui surgissent de l'actuel Kazakhstan, d'envahir le territoire. Les Proto-Bulgares se divisent en trois hordes différentes. La première horde demeurait sur place et se résignait à subir le joug des envahisseurs, pour finir finalement fusionner avec les peuples voisins et disparaître de l'histoire.
La deuxième horde remonta le cours de la Volga et fonda, vers la fin du VIIIe siècle, un khanat au confluent de ce grand fleuve avec la Kama. Ce royaume est connu également sous le nom de Grande Bulgarie, ou encore Bulgarie de la Volga ou Bulgarie de la Kama. Sa capitale, Bolgar, se trouvait à une centaine de kilomètres de Kazan, l'actuelle capitale du Tatarstan. Le développement de cette dernière entraînera plus tard le déclin de Bolgar.
La troisième horde, sous la conduite d'Asparoukh (ou Isperik) parvient sur le Danube en 679, passe le fleuve en 680 fonde un état qui bientôt s'étend sur les actuelles Bulgarie, Roumanie, Moldavie, Serbie et Macédoine du Nord. En englobant les Sklavinies et les Valachies locales, libérées de la lourde fiscalité byzantine, cet état devint rapidement une puissance redoutable qui assaille Constantinople à plusieurs reprises, notamment en 762 puis, en 811, quand le khan Kroum (803–814) vainquit et tua l'empereur Nicéphore Ier dont, suivant la coutume ancestrale, il fit du crâne une coupe à boire.

## Assimilation
Cependant, mêlés aux populations locales (thraces et slaves méridionaux), les Bulgares d'origine finirent par adopter la langue slave et la religion chrétienne en 864 ou 865, sous Boris Ier : aujourd'hui, seul le nom de Bulgarie témoigne encore de l'origine de l'aristocratie fondatrice de ce pays. Quant au nom d'Onoghoures, il a servi ensuite à de nombreux chroniqueurs byzantins à désigner les Hongrois, arrivés dans la région en 895, et il est à l'origine de la dénomination : Hongrois (Hungarus en latin, Ungur en roumain, Hungarian en anglais, Ungar en allemand, et ainsi de suite, proviennent toutes de l'ethnonyme onoghour, transmis dans les langues occidentales par les Slaves, vraisemblablement aux VIIIe–IXe siècles.)
Le nom des Proto-Bulgares migrant vers le Bas-Danube après la dissolution du khanat de Koubrat fut 'Onoghoundour. La question du rapport entre les ethnonymes onoghour et onoghoundour et les dénominations de bulgare et hongrois est très complexe et encore largement discutée.